# Screener
Lo screener è un'anteprima di una copia video o DVD di un film inviato a dei critici, elettori di premi, negozi di video (per i loro manager e dipendenti), e altri professionisti del cinema, tra cui produttori e distributori. Spesso, negli  screener vengono inclusi watermark, per tentare di risalire alla fonte originale delle eventuali copie prodotte.
Nel 2003, la MPAA ha annunciato che avrebbe cessato la distribuzione di screener ai membri dell'Academy of Motion Picture Arts and Sciences, a causa di timori derivanti dalla pirateria. Un gruppo di produttori indipendenti citarono e vinsero in giudizio contro la MPAA, che successivamente ripristinò gli screener attuando però una nuova politica consistente nel richiedere ai destinatari di firmare un contratto vincolante di non diffusione degli screener.
I film compressi con determinati codec video ed audio vengono spesso condivisi (illegalmente se si tratta di filmati con Copyright) tramite software peer-to-peer. Essi presentano delle sigle che ne specificano le diverse caratteristiche, come ad esempio la sorgente audio/video, il formato ed il codec usato, andando così a creare delle vere e proprie nomenclature.

## Casi
Nel 2004, l'attore italoamericano Carmine Caridi è stato arrestato dall'FBI per traffico di copie di film piratate, in seguito di un'indagine della stessa agenzia, per il quale è stato condannato a un risarcimento milionario, e all'allontanamento dall'Academy of Motion Picture Arts and Sciences, di cui faceva parte, primo caso nella storia dell'associazione che assegna gli Oscar.